# Stawiacze min typu Amur (1898)
Stawiacze min typu Amur – typ dwóch rosyjskich stawiaczy min z końca XIX w., stanowiących pierwsze wyspecjalizowane stawiacze min na świecie. Okręty „Amur” i „Jenisej” służyły we Flocie Oceanu Spokojnego rosyjskiej marynarki wojennej podczas wojny rosyjsko-japońskiej, w czasie której „Amur” postawił pole minowe, na którym zatonęły dwa japońskie okręty liniowe.

## Opis konstrukcji
Były to przypominające małe krążowniki, dwukominowe i dwumasztowe jednostki, których zadaniem było minowanie lub transport torped. Były konstrukcyjnie przystosowane do stawiania min przy pełnej prędkości; służyły do tego furty na rufie o specjalnie dużym nawisie, umożliwiające wyrzucenie miny poza ster i śrubę okrętu. Furty połączone były bezpośrednio trzema torami minowymi z głównym magazynem, zawierającym 300 min (według innych danych – 450 lub 500).
Okręty miały 91,44 m długości na linii wodnej, 12,5 m szerokości i 5,59 m zanurzenia. Dziobnica była ukształtowana w taran.
Okręty miały dwie pionowe maszyny parowe potrójnego rozprężania, zasilane parą z dwunastu kotłów wodnorurkowych Belleville’a, napędzające dwie śruby. Łączna moc indykowana maszyn wynosiła 4700 ihp (według innych źródeł: 4900 bądź 5200 hp), co zapewniało maksymalną prędkość 18 węzłów. Zapas węgla wynosił 400 ton (maksymalny – 650 ton), co zapewniało zasięg 2000 mil przy prędkości 10 węzłów.
Uzbrojenie artyleryjskie stawiaczy typu Amur składało się z pięciu dział kalibru 75 mm i 5, 7 lub 10 dział 3-funtowych (47 mm), Armaty 75 mm wz. 1892 budowane na licencji Canet miały lufy o długości 50 kalibrów i wystrzeliwały ważący 4,9 kg pocisk na odległość około 7800 m, przy kącie podniesienia 21° z prędkością początkową 823 m/s. Szybkostrzelność wynosiła od 12 do 15 strzałów na minutę. Działa Hotchkissa strzelały pociskami o wadze 1,5 kg z prędkością wylotową 700 m/s i szybkostrzelnością około 20 strzałów na minutę. Niektóre źródła podają, że okręty wyposażone były też w jedną wyrzutnię torpedową kalibru 381 mm.
Załogę stanowiło 13 oficerów i 309 marynarzy (inne źródła podają 317 łącznie).

## Okręty
| Okręt     | Stocznia                              | Położenie stępki | Wodowanie        | Ukończenie    | Los                                             |
| --------- | ------------------------------------- | ---------------- | ---------------- | ------------- | ----------------------------------------------- |
| „Amur”    | Stocznia Bałtycka w Sankt Petersburgu | 19 maja 1898     | 8 listopada 1898 | 1899 lub 1901 | zatopiony 18 grudnia 1904, wrak złomowany, 1905 |
| „Jenisej” | Stocznia Bałtycka w Sankt Petersburgu | 1898             | 20 maja 1899     | 1900 lub 1901 | wpadł na minę i zatonął, 11 lutego 1904         |

### „Jenisej”

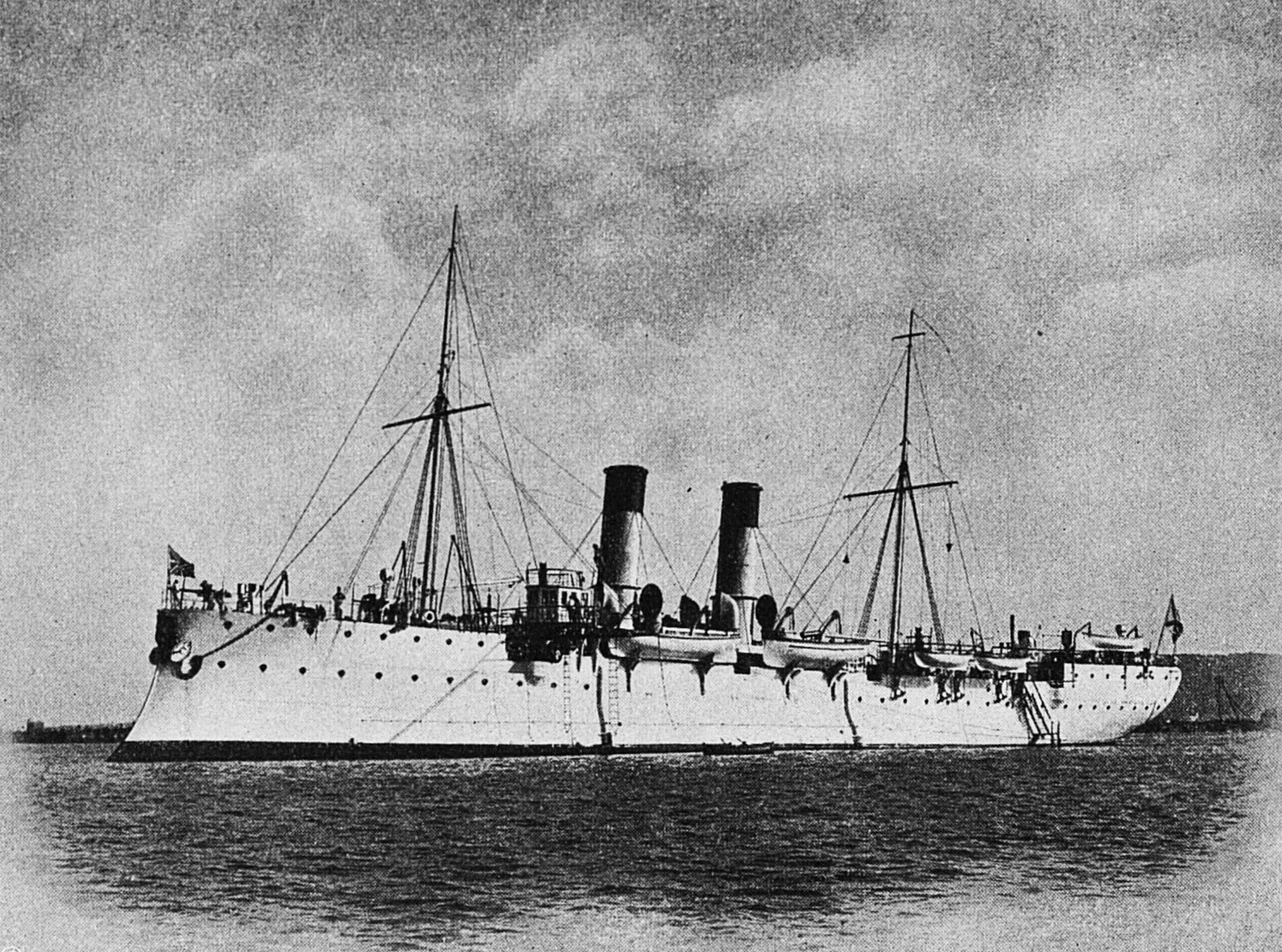
„Jenisej” w 1901 roku

Oba okręty zostały zbudowane w Stoczni Bałtyckiej i po przyjęciu do służby wysłane do Port Artur, jako część floty Oceanu Spokojnego, niedługo przed wybuchem wojny rosyjsko-japońskiej. W dwa dni po jej rozpoczęciu jednostki rozpoczęły operacje minowe pod Port Artur. 9 lutego „Jenisej” w eskorcie krążownika „Bojarin” postawił 100 min u wejścia do zatoki Dalian. Operację minowania wód zatoki kontynuował następnego dnia, stawiając 220 min. 11 lutego przed południem „Jenisej” postawił 80 min; gdy po południu przygotowywał się do stawiania kolejnych, zauważono dryfującą w jego kierunku minę, zerwaną z kotwicy. Dowódca nakazał rozstrzelać minę, lecz gdy okręt zatrzymał maszyny, prąd zniósł go wprost na nią. Eksplozja pod dziobem spowodowała wtórną detonację zapasu min wewnątrz jednostki i okręt zatonął w ciągu 15 minut, wraz z 95 członkami załogi i dowódcą, projektantem okrętów, kmdr por. W. Stiepanowem. Na skutek nieporozumienia, w Port Artur uznano, że „Jenisej” padł ofiarą japońskich torpedowców, wysłano więc krążownik „Bojarin” i sześć niszczycieli. W ciemności „Bojarin” wszedł na kolejną minę, został poważnie uszkodzony i porzucony przez spanikowaną załogę. Okręt nie zatonął jednak, lecz został zniesiony na mieliznę. 13 lutego ściągnięto go z mielizny, ale sztorm zerwał hol i wpędził krążownik na pole minowe, gdzie zatonął ostatecznie.

### „Amur”
„Amur” 16 lutego postawił pole ze 121 min w zatokach Dayaowan i Xiaoyaowan; 18 lutego – 119 min w zatoce Dalian; 20 lutego – 60 min koło wysp Sanshandao; 23 lutego – kolejnych 20 min. Następną małą zagrodę (20 min) postawiono 12 marca, w miejscu gdzie zwykle manewrowały japońskie pancerniki (między 3700 a 5500 m na południe od Laotieshan). Ta ostatnia była elementem wzmacniania obrony pod kierownictwem adm. Makarowa. Kolejnym dodatkiem były zagrody odpalanych elektrycznie z brzegu min, postawione po obu stronach toru wodnego w dniach od 5 do 10 kwietnia. Tego ostatniego dnia, wracający do portu „Amur” uderzył w zatopiony okręt blokadowy, uszkadzając lewą burtę.
Najbardziej udaną akcję wykonał „Amur” 14 maja. Dowódca rosyjskiej eskadry, adm. Wilgelma Witgefta nie pozwolił postawić zagrody minowej dalej niż 15 kilometrów od brzegu, obawiając się reperkusji międzynarodowych za stawianie min poza wodami terytorialnymi. Mimo braku zgody dowódca stawiacza kmdr por. Fiodor Iwanow ustawił ją w odległości 20 kilometrów – tam, gdzie zwykle manewrowały japońskie okręty liniowe ostrzeliwujące twierdzę (za niesubordynację Witgeft chciał go pozbawić dowództwa). Nowe pole składające się z 50 min, o długości ok. 1 mili morskiej postawiono pod osłoną mgły i Japończycy nie zdawali sobie sprawy z zagrożenia. 15 maja pancerniki „Hatsuse” (okręt flagowy kadm. Nashiby), „Shikishima”, „Yashima”, krążownik pancernopokładowy „Kasagi” i awizo „Tatsuta” wpłynęły prosto na miny. Eksplozja pod „Hatsuse” pozbawiła okręt napędu i możliwości sterowania, a gdy „Yashima” zmienił kurs, żeby ominąć unieruchomiony okręt, też wpadł na minę. Podczas próby holowania, „Hatsuse” wpadł na następną minę i zatonął wraz z 493 członkami załogi. „Yashima” został odholowany z pola minowego na północ w kierunku bazy japońskiej w archipelagu Elliot Islands, ale przecieków nie udało się opanować i okręt zatonął. Sukces operacji Iwanowa przyniósł mu awans na komandora i order Św. Jerzego czwartej klasy IV.
W drugiej połowie miesiąca „Amur” postawił jeszcze kilka zagród na wodach zatok półwyspu kwantuńskiego. 16 czerwca okręt uległ poważnemu uszkodzeniu po wejściu na skałę i w czasie remontu funkcjonował jako okręt-baza sił trałowych, nie mogąc prowadzić aktywnych operacji minowych. W październiku uległ uszkodzeniu na skutek ostrzału od strony lądu. Remontowany w doku okręt 8 grudnia został kilkukrotnie trafiony pociskami haubic 280 mm i oparł się o ścianę, pochylony pod kątem 68°. 18 grudnia znów trafiło w niego ok. 30 pocisków, co spowodowało, że osiadł na dnie. Przed kapitulacją Rosjanie zdetonowali na nim ładunki wybuchowe dla dalszego zniszczenia. W 1905 roku Japończycy podnieśli wrak i pocięli na złom.